# Lloyd Shapley

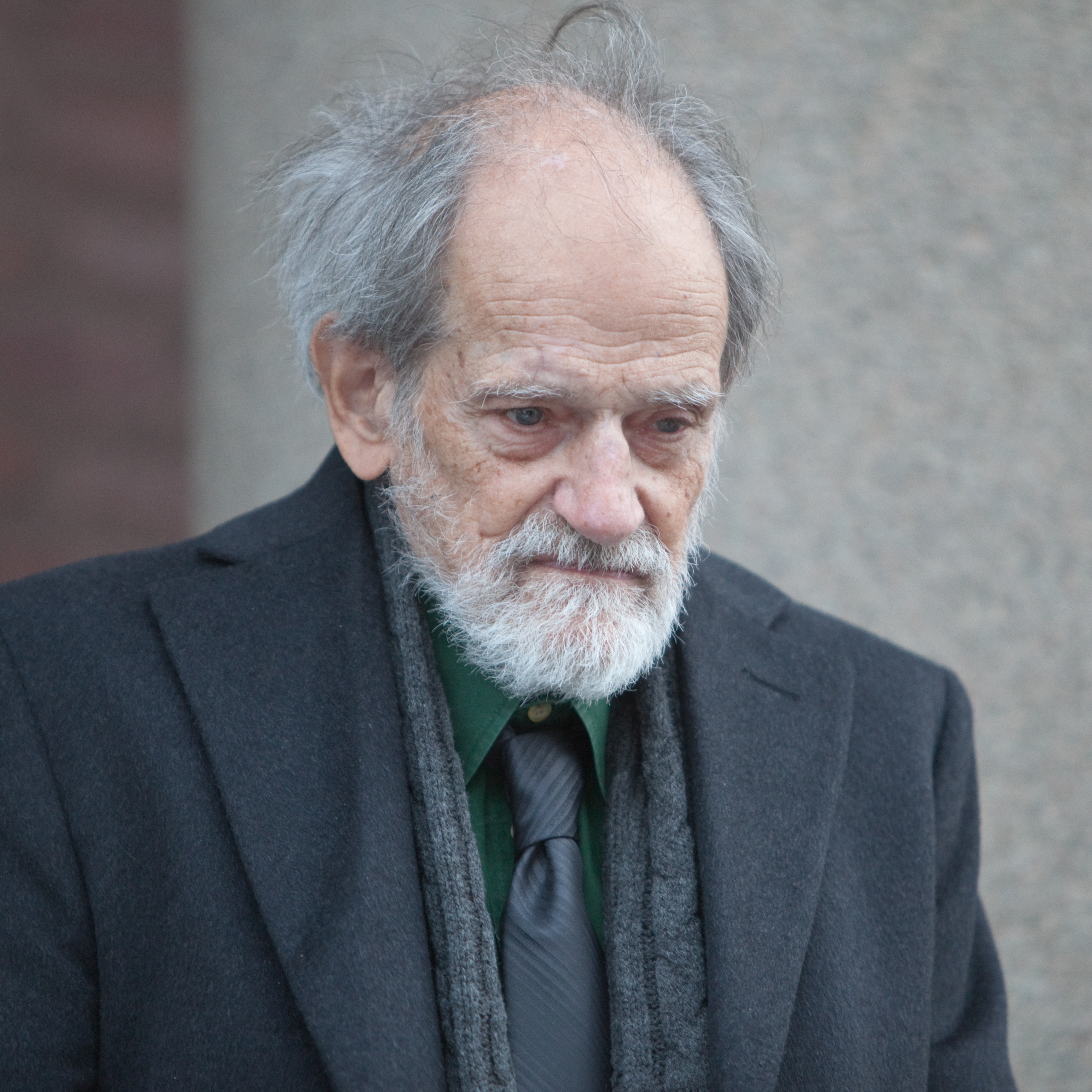
Lloyd Stowell Shapley

Lloyd Stowell Shapley (2. června 1923 Cambridge, Massachusetts, USA – 12. března 2016 Tucson, Arizona, USA) byl americký matematik a ekonom. Emeritní profesor na Kalifornské univerzitě v Los Angeles.
Zaobíral se především teorií her. Roku 2012 získal spolu s Alvinem Rothem Nobelovu cenu za ekonomii, a to za „teorii stabilních tržních alokací a praktický návrh trhů“. K jeho nejznámějším pracím patří kniha Values of Non-Atomic Games z roku 1974, kterou napsal spolu s Robertem Aumannem.